# Yamaha Music Foundation
Die Yamaha Music Foundation (jap. 一般財団法人ヤマハ音楽振興会, zaidan-hōjin yamaha ongaku shinkōkai, dt. „Yamaha-Stiftung für Musikförderung“) ist eine 1966 gegründete japanische Stiftung mit Sitz in Meguro, Tokio zum Zweck der Förderung und Popularisierung von Musik, die vom Instrumentenbauer Yamaha K.K. gegründet wurde.
1954 begann Yamaha ein Programm zum Musikunterricht, 1959 entwickelte sich daraus die „Yamaha-Musikschule“ (ヤマハ音楽教室, Yamaha ongaku kyōshitsu, engl. Yamaha Music School). 1966 wurde die Stiftung errichtet, in den folgenden Jahren wurden weitere Musikschulen in Übersee eröffnet.
Von 1970 bis 1989 organisierte die Stiftung das World Popular Song Festival.